# Upplands runinskrifter 107
Upplands runinskrifter 107 är en vikingatida runsten i Antuna, Eds socken och Upplands Väsby kommun. Runstenen är 2 meter hög, 0,9 meter bred och 0,5 meter tjock. Runhöjden är cirka 6 centimeter. Stenen är ristad på två sidor. Den står inte på sin ursprungliga plats.

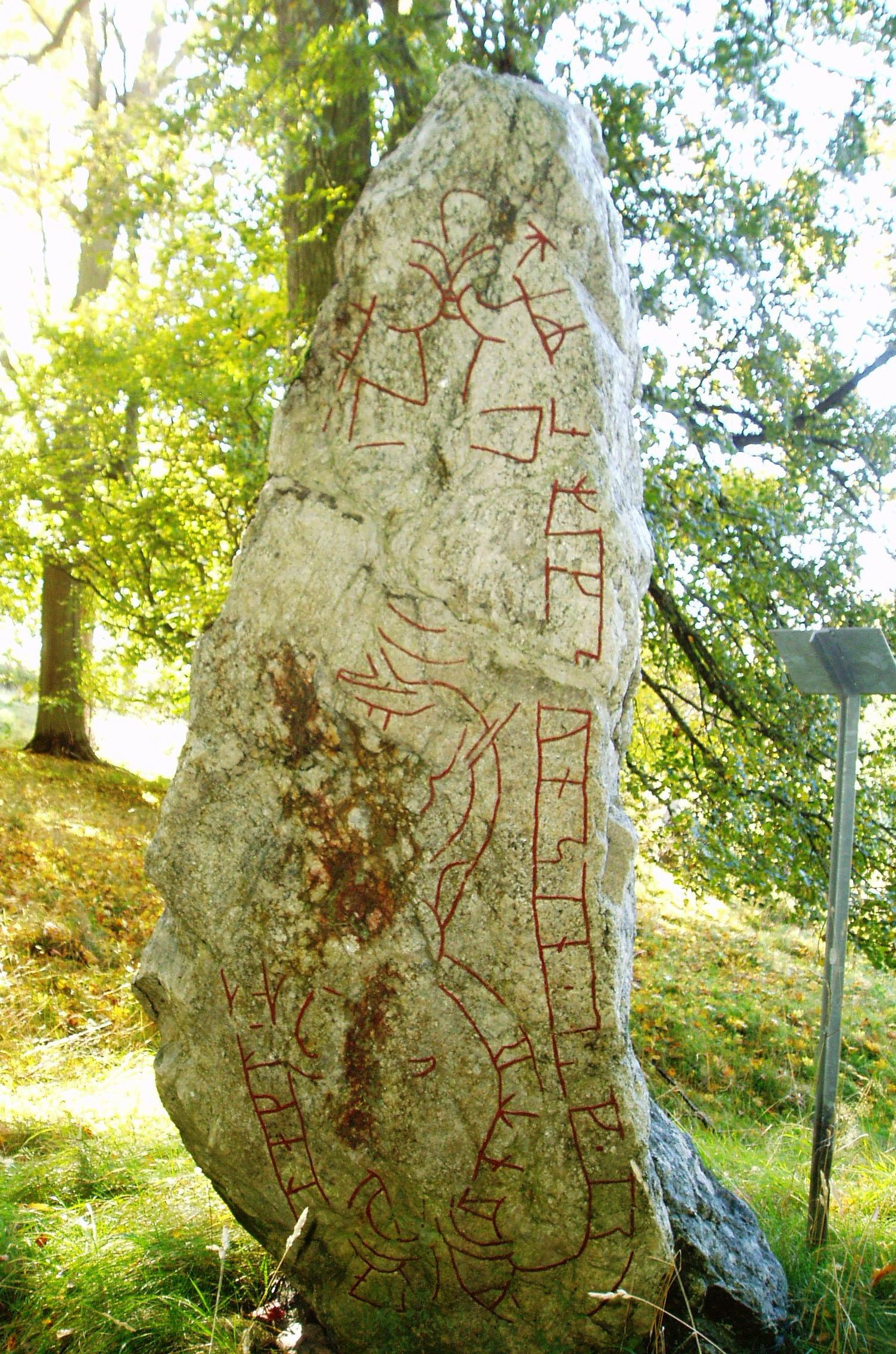
Runstenens baksida.

## Inskriften
Translitterering av runraden:
§A ke-lak- ' l-t ... ...tiʀ -emik ' -un sin ' auk ' iri-muntr 
§B ifte × hulmf-iþi × kunu × sina + au(k) × ifte × unu × totur
Normalisering till runsvenska:
§A Gæi[ʀ]lak[ʀ](?) l[e]t ... [æf]tiʀ [H]æming, [s]un sinn, ok Æri[n]mundr 
§B æftiʀ Holmf[r]iði, kunu sina, ok æftiʀ Unu/Unnu, dottur.
Översättning till nusvenska:
Gerlak lät ... efter Häming, sin son, och Ärnmund efter Holmfrid, sin hustru, och efter Una (eller Unna), (sin) dotter.